# Palachia minor
Palachia minor är en stekelart som beskrevs av Boucek 1998. Palachia minor ingår i släktet Palachia och familjen gallglanssteklar. Inga underarter finns listade i Catalogue of Life.